# Toribio Romo González
San Toribio Romo González (Jalisco, 16 aprile 1900 – Tequila, 25 febbraio 1928) è stato un presbitero messicano.
Toribio Romo venne ordinato sacerdote nel 1921 a Guadalajara, e gli venne affidata una parrocchia a Tequila, nello stato di Jalisco. Durante le Guerre dei Cristeros si nascose nel rancho "Agua Caliente" (in italiano, "acqua calda") dove diceva Messa per i contadini.

La mattina del 25 febbraio 1928 mentre stava ancora dormendo, venne svegliato da un gruppo di soldati e da un contadino che li aveva condotti da lui, appena gli indicò il sacerdote, quelli fecero fuoco uccidendolo.
Il 21 maggio 2000 papa Giovanni Paolo II lo ha canonizzato insieme ad altri 25 martiri nella guerra cristera: la maggior parte di loro era formata da preti cattolici che sono stati giustiziati per aver continuato a svolgere le loro funzioni religiose, nonostante le leggi anticattoliche di Plutarco Elías Calles le avessero proibite. Viene ricordato il 25 febbraio.

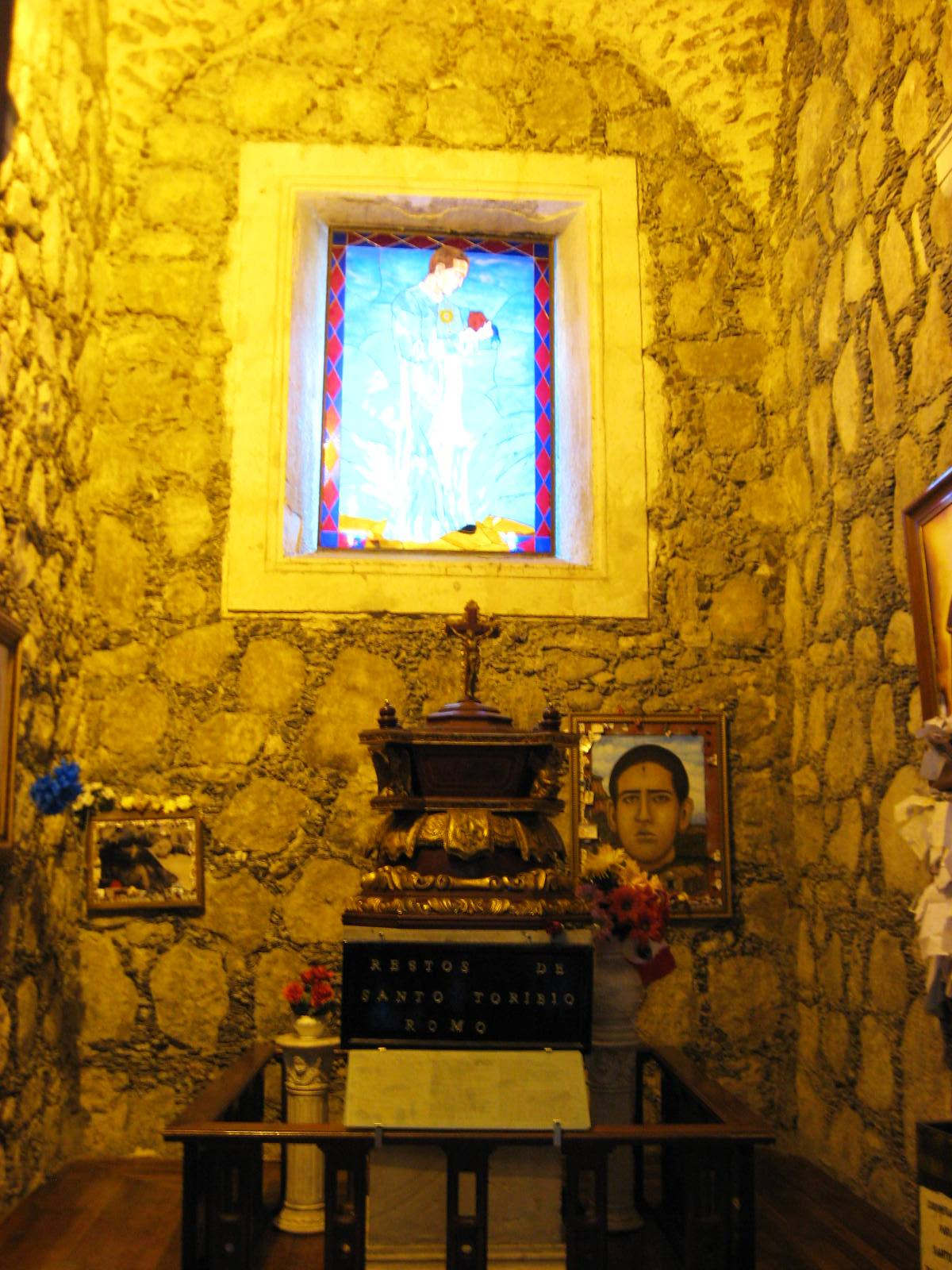
Capella di San Toribio Romo a Jalisco